# Puya cryptantha
Puya cryptantha är en gräsväxtart som beskrevs av José Cuatrecasas. Puya cryptantha ingår i släktet Puya och familjen Bromeliaceae. Inga underarter finns listade i Catalogue of Life.